# Дворець (Грязовецький район)
Дворе́ць (рос. Дворец) — присілок у складі Грязовецького району Вологодської області, Росія. Входить до складу Ростиловського сільського поселення.

## Населення
Населення — 18 осіб (2010; 15 у 2002).
Національний склад (станом на 2002 рік):
- росіяни — 100 %